# 仏教書総目録
仏教書総目録（ぶっきょうしょそうもくろく）とは、仏教書を専門とした文献目録。会員九社からなる「仏教書総目録刊行会」（ぶっきょうしょそうもくろくかんこうかい）から毎年一回、10月に発行されていた。分野別図書目録のひとつ。刊行会は、目録刊行以外にも全国書店の協力を得た「仏教書フェア」にも力を入れていた。

## 沿革
1955年（昭和30年）ごろ、京都の出版社四社（法藏館、永田文昌堂、百華苑、平楽寺書店）で結成された「仏書連盟」が合同の出版目録を発行したことに端を発し、1974年（昭和49年）結成の「仏教書出版販売連盟」の活動につながった。連盟は東京と京都、大阪の仏教書専門出版十八社による団体で、ほぼ毎年その合同目録となる「仏教書出版総合目録」を6号発行した。
連盟は在家仏教協会会長加藤辨三郎（協和発酵社長）の助言もあって、1983年（昭和58年）に発展解消として活動を停止、同年新たに「仏教書総目録刊行会」を結団した。トーハンの協力を得て作られたその年7月の仏教書総目録第1号は、130社が協力、掲載点数は2300点にも及んだ。
以来、当目録は毎年発行されていたが、2021年を最後に活動を停止、仏教書販売研究会（後述）に改組し、『仏教のすすめ』を拡充して目録代替とした。
かつては、1998年9月に公式サイトを開設（文研システム開発、運営）し、以降、紙媒体と並行してネット上でも目録を見ることができ、また購入することもできた。

## 概要
2010年度版は172社、約5250点の掲載となった。分類は、日本十進分類法とは独自のものであり、以下の様になっている。
1. 事典・辞典・語学
2. 年表・索引・目録
3. 経典・聖典（学術的）
4. ブッダ・釈尊
5. 哲学・思想
6. 各地域仏教
7. 日本仏教
8. 寺院向実用
9. 入門・お経・実用
10. 民俗・信仰
11. 歴史・資料
12. 文学・随筆
13. 美術
14. 童話・絵本・漫画
15. マルチメディア（カセット・CD・DVD, その他）
16. 仏教関係雑誌

## 仏教書総目録刊行会
- 事務所 - 東京都新宿区東五軒町6-24トーハンビル内
- 会長 - 西村七兵衛（法藏館会長）

### 幹事出版社
- 春秋社
- 誠信書房
- 大蔵出版
- 大法輪閣
- 筑摩書房
- 東京大学出版会
- 中山書房佛書林
- 法藏館
- 吉川弘文館

## 仏教書販売研究会
2021年の活動停止以降、関係出版社が集まり組織を改組、総目録の再発行を企図したものの断念、2022年10月15日付で2021-2022年度の新刊書と基本図書1200件を網羅した『仏教のすすめ』を刊行するに至った。
仏教書販売研究会が主催する書店での仏教書フェアは2022年以降も毎年10月から12月にかけて開催している。また『仏教のすすめ』についてもフェア開催時期に合わせ年度版として刊行している。。

### 概要
- 事務所 - 東京都千代田区外神田2-18-6（春秋社内）

### 会員出版社
- 春秋社
- 誠信書房
- 大蔵出版
- 大法輪閣
- 東方出版
- 中山書房佛書林
- 法藏館
- 吉川弘文館